# 미야기현 제3구
미야기현 제3구(일본어: 宮城県第3区)는 일본의 중의원 선거구이다. 1994년 공직선거법이 개정되면서 신설되었다.

## 지역
- 센다이시 다이하쿠구 (옛 아키우 정 일대)
- 시로이시시
- 나토리시
- 가쿠다시
- 이와누마시
- 갓타군
- 시바타군
- 이구군
- 와타리군

2017년 선거구 개편으로 다이하쿠구의 아키우 정 일대가 미야기현 제1구에서 넘어왔다.

## 역대 국회의원
| 선거          | 선거              | 의원              | 정당   |
| ------------- | ----------------- | ----------------- | ------ |
|               | 1996년 제41회     | 미쓰즈카 히로시   | 자민당 |
| 2000년 제42회 |                   | 미쓰즈카 히로시   | 자민당 |
| 2003년 제43회 | 니시무라 아키히로 |                   | 자민당 |
| 2005년 제44회 | 니시무라 아키히로 |                   | 자민당 |
|               | 2009년 제45회     | 하시모토 기요히토 | 민주당 |
|               | 2012년 제46회     | 니시무라 아키히로 | 자민당 |
| 2014년 제47회 |                   | 니시무라 아키히로 | 자민당 |
| 2017년 제48회 |                   | 니시무라 아키히로 | 자민당 |